# 銀葵醫院
銀葵醫院（英語：Yin Kui Hospital）是分別位於澳門和中國大陸廣東省江門市的醫院，由商人兼澳門江門同鄉會創會會長蕭德雄創立，其同時兼任澳門銀葵醫院董事長和廣東銀葵醫院主席。兩間醫院分別命名為澳門銀葵醫院和廣東銀葵醫院，當中澳門銀葵醫院已於2014年投入運作；而廣東銀葵醫院是廣東省首家由澳門企業投資的大型的中國大陸三級甲等綜合醫院，目前正在興建和籌備中，當時計劃預計在2022年投入營運。

## 沿革及發展過程

### 澳門銀葵醫院
澳門銀葵醫院為澳門一間私立醫院，於2014年成立，主要服務範疇包括門診服務、住院服務、健康評估、醫療檢查等，可為市民提供數碼X線造影檢查、超聲波檢查、骨質密度檢查、磁力共振掃描、CT掃描、三維立體造影掃描等多項檢查服務。
2015年9月4日，澳門銀葵醫院與台灣林口長庚紀念醫院簽署合作協定，將可轉介病人到長庚醫院就診。澳門銀葵醫院董事長蕭德雄表示，計劃發展遠程醫療，為澳門居民等有需要人士提供更優質、到位的醫療服務。同時表示與廣州醫科大學附屬第一醫院合作轉介病人治療。

### 廣東銀葵醫院
2014年8月15日，江門同鄉會時任副會長陳溥森透露，該會創會會長蕭德雄將投資超過40億人民幣，於廣東省江門市濱江新區興建一座以國際化醫療視野和現代化服務為標準建造的大型綜合性、國際化醫養機構，集品質醫療、健康管理、康復護理、養老養生為一體的大型綜合服務醫院，並命名為廣東銀葵醫院，並將於同年9月1日舉行奠基儀式。首期工程當時預計在2018年建成，首階段提供500個床位，其後再逐步增加住院床位。總體建設為兩院兩中心，兩院分別為醫院和養老院，兩中心為科、教、研中心和綜合服務配套中心。
2014年9月1日，廣東銀葵醫院於廣東省江門市舉行奠基儀式，該項目由澳門企業獨力投資40億澳門元，時任澳門行政長官崔世安、廣東省人大常委會副主任雷于藍、江門市市委書記劉海、江門市市長龐國梅等共同主持儀式。澳門特別行政區行政長官辦公室其後發出新聞稿稱，廣東銀葵醫院是粵澳兩地落實CEPA及補充協議、先行先試政策的醫療合作項目；同時體現了《粵澳合作框架協議》的成效。特區政府會在現有基礎上繼續努力推動CEPA及補充協議的落實，繼續大力深化粵澳合作，尤其加強在社會民生方面的合作，促進粵澳兩地民生的改善。
醫院由江門市銀葵高爾夫有限公司和澳門南灣醫療中心有限公司合資興建，佔地206畝，投資金額40億，面積137994.6平方米，總建築面積700700平方米，地上建築面積480700平方米，地下建築面積220000平方米。醫院建成後合共提供1,500張床位，日均門診服務4,500人，提供醫療、教學、科研、急救、康復等綜合配套服務，同時作為濱江新區首家三級綜合醫院。醫院同時設有多個長者設施或酒店式公寓，並分為三期興建，首期工程當時預料2016年3月完成，總工程於2019年10月完成。
長者或養老設施方面，醫院養老院以社區形成和康復中心等所組成，同時參考美國一個連續退休社區基礎上引入至中國大陸，並計劃在醫院建成後向澳門居民提供優惠參與該醫院的養老服務，但當時兩地的醫療服務和長者津貼未能衍接仍需作解決。
2021年8月13日，銀葵天心會全球發佈會於江門廣東銀葵醫院舉行，醫院投資逾50億元人民幣，佔地18萬平方米，建築面積74萬平方米、擁有1,500張床位，預計2022年全面建成。

## 醫療服務範圍
澳門銀葵醫院服務範圍包括：門診服務包括家庭醫學科、普通外科、心臟科、婦科及腸胃科、內科、皮膚科、物理治療、心理治療、語言治療及中醫等；專科服務包括心臟科、消化內科、兒科、骨科等，更設有手術室與內窺鏡中心，另設有輔助醫療服務、中醫服務和轉介服務。

## 爭議
2022年11月25日，前土地工務運輸局局長李燦烽等多人包括銀葵醫院創辦人兼澳門醫院董事長、廣東醫院主席蕭德雄涉及工務局前高層官員涉貪案。當中檢察官黎裕豪在庭審過程上質疑李燦烽代表律師附件案中的“江門銀葵醫院”、“江門銀葵高爾夫球場”兩份顧問服務合作協議書，當中的簽名並非李燦烽所簽，懷疑是偽造文件，向法庭申請開立證明書，以便對文件真偽作出偵查，獲法官批准。李燦烽在庭上解釋，其在中國大陸當地簽名和澳門身份證不一樣，現在亦可即場簽出有關簽名。他當年離開公職後擔任該兩個項目的策劃人，提供指導工作。江門的醫院比澳門離島醫院更大，他後來回答律師指完成合同後收取1,000萬港元服務費。

## 外部連結
- 澳門銀葵醫院官方網站 （页面存档备份，存于）